# Cryptocala gilvipennis
Cryptocala gilvipennis är en fjärilsart som beskrevs av Augustus Radcliffe Grote 1874. Cryptocala gilvipennis ingår i släktet Cryptocala och familjen nattflyn. Inga underarter finns listade i Catalogue of Life.